# Hulda Paul
Hulda Paul (* 9. Juli 1873 in Velbert; † 30. Mai 1902 ebenda) war eine deutsche Dichterin geistlicher Lieder.

## Leben

### Kindheit
Hulda Paul war die älteste Tochter des Schlossers Konrad Paul und seiner Ehefrau Johanne Laura, geborene Geilhausen. Konrad Paul arbeitete als einfacher Fabrikarbeiter. Er war nach Feierabend häufig in Wirtshäusern anzutreffen und galt als alkoholkrank und sozial randständig. Hulda Pauls Mutter und Großmutter führten ein frommes Leben und besuchten mit Hulda und ihrer jüngeren Schwester Sophie die „Stunden“ der kleinen durch den Evangelischen Brüderverein entstandenen und betreuten Gemeinschaft in Velbert.
Die Lebensumstände änderten sich für die 13-jährige Hulda Paul drastisch, als 1886 ihre Mutter verstarb. Ihr Vater nahm seine Töchter mit in die Wirtshäuser, ließ sie zur Unterhaltung der Gäste singen und animierte sie zum Alkoholkonsum. Hulda Paul fand zunehmend Gefallen an diesem Lebenswandel. Doch sie konnte die fromme Erziehung ihrer Mutter und Großmutter nicht vergessen, sodass sie ihr Gewissen nicht zur Ruhe bringen konnte. Sie verspürte eine Sehnsucht nach Frieden mit Gott. Daher besuchte sie gelegentlich die Veranstaltungen der Gemeinschaft und schloss sich dem christlichen Gesangsverein an, weil sie gern und gut sang.

### Erweckung
1890 erfasste eine Erweckung in Velbert auch Hulda Paul. In ihrem Tagebuch bezeichnete sie den 7. Mai 1890 als ihren „geistlichen Geburtstag“. Nach dieser Bekehrung brach sie viele alte Beziehungen ab, und auch der Kontakt zu ihrem Vater lockerte sich, als dieser nach Köln zog. Sie kam mit ihrer Schwester bei einer befreundeten Familie unter, die ihr Haus für Waisenkinder geöffnet hatte, und verdiente ihren Lebensunterhalt in einer Fabrik, in der sie die Seidenweberei erlernte.

### Liederdichterin
Angeregt durch ihren neu gefundenen Glauben wandte sich Hulda Paul neuen Interessen zu. Sie begann zu malen, sang weiterhin im Chor, brachte es daneben zu großer Fertigkeit auf der Zither und entdeckte ihre dichterische Begabung. Während ihrer Arbeit an den Maschinen in der Fabrik ersann sie gereimte Verse und Strophen, die sie dann in den Pausen auf Butterbrotpapier niederschrieb. Abends übertrug sie diese Verse in ein kleines Buch. Bald wurden aus manchen dieser Strophen Lieder für die Gemeinde. Dadurch wurde der Wittener Verleger Friedrich Fries (1856–1926), der gute Kontakte nach Velbert unterhielt, auf Hulda Paul aufmerksam. Er veröffentlichte verschiedentlich Texte von ihr. 1930 erschien das erste offizielle Gesangbuch der Freien evangelischen Gemeinden, der Gemeinde-Psalter. Darin enthalten waren auch drei Lieder von Hulda Paul: Fröhlich zieh ich meine Straße (1894), Ganz getrost und ohne Zagen wollen wir durchs Leben gehen (1898) und O Gott, du König Israels, du ewig fester Segensfels (o. J.).
Hulda Paul hatte zeit ihres Lebens mit einer schwachen Gesundheit und mit schwermütigen Gedanken zu kämpfen. Das Lied Fröhlich zieh ich meine Straße war denn auch nach einer langen Phase der Depression entstanden, an deren Tiefpunkt sie eine wunderbare Wende erlebte. In der Folge wurde dieses Lied ein viel und gern gesungenes Lied, besonders von leidgeprüften Menschen.

### Krankheit und Tod
Nicht lange nach der Abfassung dieses Liedes erkrankte Hulda Paul schwer an Tuberkulose. Im Herbst 1897 musste sie endgültig ihre Arbeit aufgeben. Danach konnte sie das Haus nicht mehr verlassen. Um die Jahreswende 1897/98 schien es, dass ihr Tod bevorstand. Ärzte konnten nicht mehr helfen. Auf Anraten ihres Pastors August Wessel (1870–1943) ließ sie Mitte Januar 1898 Wessel und den schwedisch-amerikanischen Erweckungsprediger und Evangelisten Fredrik Franson unter Handauflegung und Salbung für sich beten. Tatsächlich erholte sie sich noch einmal. Wenngleich ihr Lungenleiden nicht völlig geheilt war, so kam doch zumindest ihre Stimme wieder und ihr wurden entgegen allen Erwartungen weitere Lebensjahre geschenkt.
Die Krankheit brach erneut aus, als Hulda Paul durch den tragischen Tod ihres Vaters und seiner Familie in Köln schwer erschüttert wurde. Die Krankheit fügte ihr zuletzt große Schmerzen zu, sodass Hulda Paul immer öfter darum betete, doch endlich sterben zu dürfen. Diese Sehnsucht ist auch in ihrem letzten Gedicht festgehalten, das sie auf den Rand einer Zeitung geschrieben hatte:
Tod, mir bist du kein Feind,
bist meines Gottes Diener,
beauftragt, den Anker meines Lebensschiffleins
zu lichten und mich heimzuführen [...]
Warum darf ich nicht sterben jetzt?
Warum nicht schauen, der mich mit Blut erkauft?
Den meine Seele liebt.
Warum darf ich nicht diese elende Hütte abstreifen,
um ihm zu danken mit entsündigten Lippen?
Am 30. Mai 1902 starb Hulda Paul 28-jährig. Gemäß dem Sterberegister der Evangelischen Kirche Velbert wurde sie „still“ begraben. Im damaligen Sprachgebrauch bedeutete das, dass Hulda Paul als Freikirchlerin keine offizielle Beerdigung mit Trauerfeier, Predigt, Gesang und Aussegnung am Grab erhielt, sondern lediglich schweigend zu Grabe getragen wurde.